# CROCUS
CROCUS — дослідницький ядерний реактор, встановлений у Федеральній політехнічній школі Лозанни (Швейцарія).

## Будова

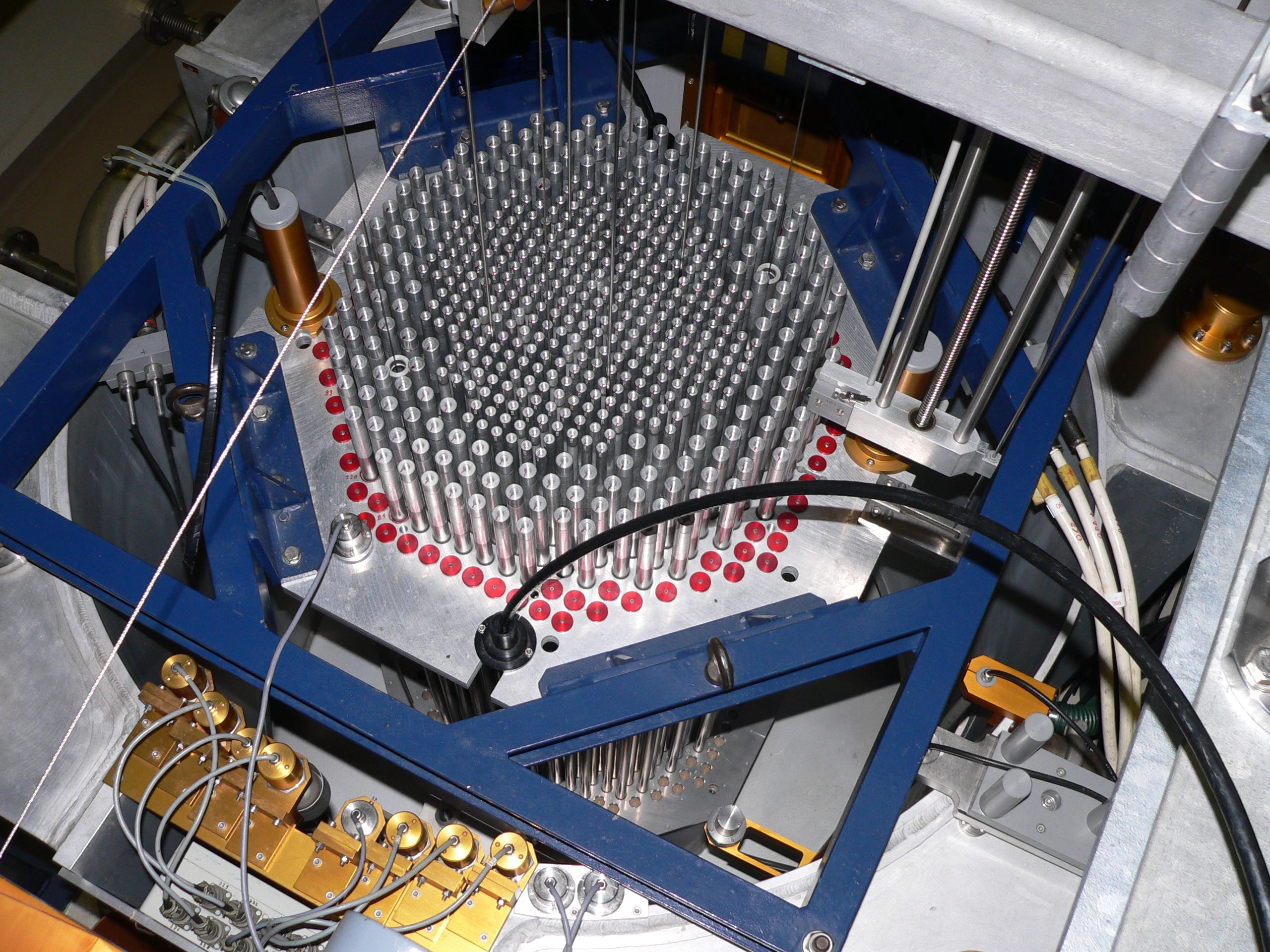
Активна зона реактора CROCUS

Уранова активна зона реактора знаходиться у алюмінієвому контейнері, розміром у перерізі 130 см з товщиною стінок 1,2 см. Контейнер заповнений демінералізованою («легкою») водою, що слугує як сповільнювачем нейтронів, так і відбивачем для них.
Термальна потужність контролюється або за допомогою зміни рівня води у реакторі (крок зміни рівня 0,1 мм), або зануренням чи підйомом двох регулювальних стержнів з карбіду бору (крок переміщення 1 мм). Реактор має шість систем захисту: дві захисних оболонки з кадмію і чотири storage tank. Будь-яка з цих систем може заглушити контрольовану ядерну реакцію менше ніж за секунду.
Реактор CROCUS ліцензований для генераціі 100 ватт енергії[якої?], або нейтронного потоку до ~2,5 × 109 см-2с-1 (у центрі активної зони).